# Новиков, Александр Васильевич (земский деятель)
Александр Васильевич Новиков (11 мая 1843, Керчь — 26 января 1916, Керчь) — земский деятель, депутат Государственной думы I созыва от Таврической губернии.

## Биография
Сын керченского купца. В 1852 году поступил в Симферопольскую гимназию, окончил в ней два класса, и был вынужден вместе с семьёй перебраться в Харьков из-за начала Крымской войны. Закончил там в 1860 году 2-ю Харьковскую гимназию. Поступил в Московский университет сначала на физико-матаматический факультет, затем перевёлся на юридический. В 1861 году, во время студенчества, был членом кружка Заичневского—Аргиропуло. По некоторым сведениям какое-то время содержался в Петропавловской крепости. В 1860-х годах, увлекшись общественным движением, университет не окончил. Только в 1870 году выдержал экзамен в университете на звание кандидата прав.
В 1868—1890 годах был гласным городской думы в Керчи.
С 1872 года — гласный Феодосийского уездного, с 1873 года — Таврического губернского земских собраний. В 1888—1890 годах — керченский городской голова. С 1878 года — почётный мировой судья. С 1890 года — директор городского банка.
С 1892 года — член Феодосийской уездной земской управы без содержания.
Сторонник всеобщего избирательного права, гражданской свободы, равноправия национальностей и других. Член Конституционно-демократической партии, входил в состав её Феодосийской группы. «По своим политическим воззрениям стоит на правом фланге партии „народной свободы“, примыкая отчасти к программе партии демократических реформ».
27 марта 1906 избран в Государственную думу I созыва от общего состава выборщиков Таврического губернского избирательного собрания. Вошёл в Конституционно-демократическую фракцию и в состав комиссии об исследовании незакономерных действий должностных лиц. Поставил свою подпись под законопроектом «О гражданском равенстве».